# Juuso Riksman
Juuso Riksman, född 1 april 1977, är en finländsk professionell ishockeymålvakt som för närvarande spelar för HC Pustertal Wölfe i italienska Serie A. Han har även spelat för Modo Hockey och Färjestads BK i svenska Elitserien och flera finländska ishockeyklubbar.

## Klubbar
| Klubb               | Tidsperiod |
| ------------------- | ---------- |
| HIFK                | 1994–1998  |
| Kokkolan Hermes     | 1998–1999  |
| Team Kiruna         | 1999–2000  |
| Kokkolan Hermes     | 2000–2001  |
| KJT                 | 2001       |
| FPS                 | 2001       |
| HIFK                | 2001–2002  |
| Modo Hockey         | 2002–2004  |
| Alleghe Hockey      | 2004       |
| Ilves               | 2004–2005  |
| Ässät               | 2005–2006  |
| Jokerit             | 2006–2007  |
| Peoria Rivermen     | 2007       |
| Färjestad BK        | 2007       |
| Lokomotiv Jaroslavl | 2007–2008  |
| Jokerit             | 2008–2010  |
| HIFK                | 2010–2012  |
| Esbo Blues          | 2012–2013  |
| Ässät               | 2013–2015  |
| HC Pustertal Wölfe  | 2015–      |